# Керр, Альфред
Альфред Керр (нем. Alfred Kerr, при рождении Кемпнер, Kempner; 25 декабря 1867[…], Бреслау, Силезия — 12 октября 1948[…], Гамбург, Германия) — влиятельный немецкий театральный критик, писатель и эссеист еврейского происхождения. Имел прозвище Kulturpapst (буквально с нем. «папа от культуры»).

## Биография

### Юность
Альфред Кемпнер был одним из двух зарегистрированных детей, родившихся в богатой семье в Бреслау (Силезия). Его отец, Мейер Эмануэль Кемпнер, торговал вином и владел фабрикой. В 1887 году Альфред изменил фамилию на Керр, официально подтвердив это в 1909 году. Изучал литературу в Берлине у Эриха Шмидта. Также его учителем был Теодор Фонтане. Впоследствии работал рецензентом в различных газетах и журналах. Вместе с издателем Паулем Кассирером в 1910 году основал художественный журнал Pan.

### Карьера
Керр изменил фамилию, чтобы избежать путаницы с поэтессой Фридерикой Кемпнер. Керр был известен тем, что рассматривал театральную критику как вид литературной критики. По мере того, как его профессиональное признание росло, Керр начал вступать в полемику с другими критиками, в частности, с Максимилианом Гарденом, Гербертом Иерингом и Карлом Краусом. В 1920-х годах он выпустил ряд статей с негативной критикой Бертольта Брехта, которого обвинял в плагиате.

### Изгнание
Книги Керра оказались среди сожженных нацистами в мае 1933 года после прихода к власти. Керр публично выступил против нацистской партии и в том же 1933 году отправился в изгнание со своей семьей. После посещения Праги, Вены, Швейцарии и Франции они в 1935 году обосновались в Лондоне, где испытывали нужду. Годы гонений описаны, с точки зрения ребёнка, дочерью Керр в книгах When Hitler Stole Pink Rabbit и Bombs on Aunt Dainty (первая публикация — под названием The Other Way Round). Керр стал основателем Freier Deutscher Kulturbund и работал в немецком ПЕН-клубе. Старая вражда с Карлом Краусом не позволила ему работать на Би-би-си.
В 1947 году Керр стал британским подданным. В 1948 году он посетил Гамбург, первый из немецких городов, в которых должен был побывать в рамках запланированной поездки. Однако он перенес инсульт, а затем решил покончить с собой (смертельную дозу веронала дала ему жена). Он был похоронен на Ольсдорфском кладбище, при этом по завещанию не было никаких указаний на религиозную принадлежность. В 1965 году рядом с ним был захоронен прах жены.
В 1977 году была учреждена премия в области критики Alfred-Kerr-Preis für Literaturkritik. После выхода в 1997 году книги Wo liegt Berlin, ставшей бестселлером, интерес к творчеству Керра возрос.

## Семья
Альфред Керр впервые женился, когда ему было за 50. Его женой стала Ингеборга Тормелен, которая была намного моложе и вскоре умерла во время пандемии гриппа 1918 года, будучи беременной. Тяжелая утрата сильно повлияла на Керра. Его второй женой в 1920 году стала композитор Юлия Вайсман, дочь прусского государственного секретаря Роберта Вайсмана. Сын Альфреда и Юлии, Майкл Керр, стал известным британским адвокатом. Их дочь, Джудит Керр, написала трехтомную автобиографию и книгу для детей The Tiger Who Came To Tea; её сын в браке с Найджелом Нилом — писатель Мэтью Нил, автор сценария телевизионных фильмов о вымышленном английском учёном Бернарде Куотермессе.

## Произведения

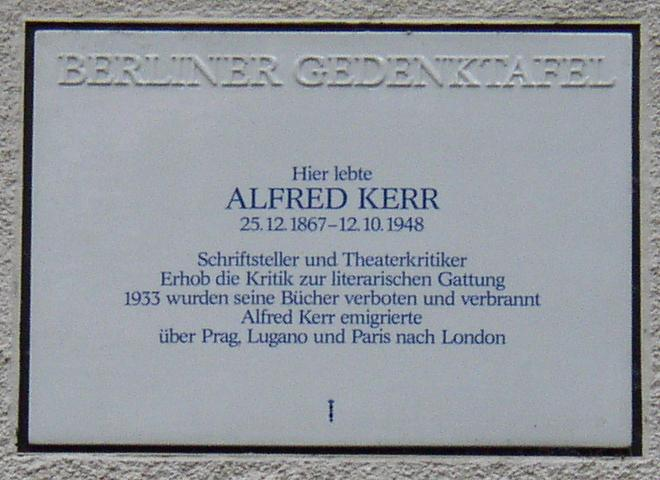
Мемориальная доска в Груневальде

- Godwi. Ein Kapitel deutscher Romantik (1898). Диссертация р Клеменсе Брентано.
- Das neue Drama (1905)
- Die Harfe (1917), поэмы
- Ich sage, was zu sagen ist: Theaterkritiken 1893—1919. Werke Band VII, 1.
- Wo liegt Berlin?: Briefe aus der Reichshauptstadt 1895—1900 (1997)
- Warum fließt der Rhein nicht durch Berlin? Briefe eines europäischen Flaneurs. 1895 bis 1900
- New York und London, путевые заметки
- O Spanien!, путевые заметки
- Caprichos (1926), поэмы
- Buch der Freundschaft (1928), детская литература
- So liegt der Fall Theaterkritiken 1919—1933 und im Exil
- Der Dichter und die Meerschweinchen: Clemens Tecks letztes Experiment
- Diktatur des Hausknechts
- Walther Rathenau. Erinnerungen eines Freundes
- Gruss an Tiere (1955), совместно с Герхардом Ф. Герингом
- Theaterkritiken (1971), избранная критика
- Ich kam nach England (1979), дневник
- Mit Schleuder und Harfe (1982)
- Wo liegt Berlin? Briefe aus der Reichshauptstadt (1997)
- Alfred Kerr, Lesebuch zu Leben und Werk (1999)
- Mein Berlin (2002)
- Sucher und Selige. Literarische Ermittungen Werke Band IV (2009)